# Asdal by
Asdal (Allingdam) er en lille landsby, beliggende ca. seks kilometer sydøst for Hirtshals. 
Byen ligger i Asdal Sogn.
Se også:
- Asdal Sogn
- Asdal Kirke
- Asdal Hovedgård

- Wikimedia Commons har flere filer relateret til Asdal by

57°32′57″N 10°01′41″Ø / 57.5492°N 10.028°Ø